# Brackvenn

Brackvenn est une lande marécageuse et tourbeuse située sur le plateau des Hautes Fagnes dans le massif de l'Eifel et faisant  partie des communes d'Eupen et de Waimes en province de Liège (Belgique).

## Situation
Cette fagne est traversée par la route nationale 67 Eupen-Montjoie entre la maison forestière de Neu-Hattlich et la frontière belgo-allemande. Elle est reprise comme site de grand intérêt biologique en tant que Brackvenn-Nord et Brackvenn-Sud, la route nationale séparant ces deux parties. Elle occupe la partie sud des Hautes Fagnes nord-orientales.

## Étymologie
Brack signifie : Terre inculte ou de pacage (pâture) et Venn signifie : Fagne en allemand.

## Description
Brackvenn est un territoire assez contrasté (fagnes, tourbières, espaces boisés) couvrant une superficie totale de 354,06 ha. Brackvenn-Nord occupe 181,66 ha appartenant exclusivement à la commune d'Eupen. Brackvenn-Sud a une superficie de 172,40 ha répartis sur les territoires communaux d'Eupen et Waimes.
Parmi les terrains très diversifiés constituant Brackvenn-Nord, on peut citer la fagne des Puzen, riche en lithalses.
Dans Brackvenn-Sud, les Misten ou Köningsliches Torf–Moor sont de grandes tourbières considérées comme intactes et actives, s'étendant à une altitude de 620 m et contenant de nombreuses espèces de sphaignes associées à des narthécies. Le Spoorbach, ruisseau fagnard affluent de la Helle y prend sa source. La partie de cette fagne appelée Im Platten Venn comprend de nombreuses et parfois importantes zones humides.

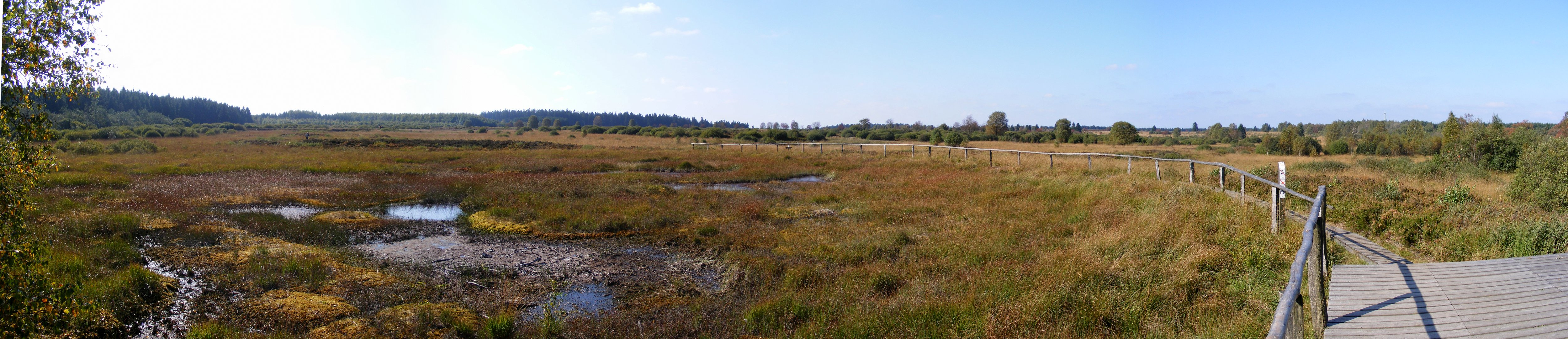
Brackvenn

## Activités et tourisme
La circulation dans la fagne est strictement règlementée (zones B et D).
Un sentier didactique permet notamment d'observer les lithalses, ces espaces humides propres aux tourbières.

## Liens et sources
- « La biodiversité en Wallonie », sur wallonie.be (consulté le 14 avril 2023)
- « La biodiversité en Wallonie », sur wallonie.be (consulté le 14 avril 2023)
- "Guide du Plateau des Hautes Fagnes" de R. Collard et V. Bronowski - Édition "Les Amis de la Fagne" 1977